# Placodiscus oblongifolius
Placodiscus oblongifolius är en kinesträdsväxtart som beskrevs av J.B. Hall. Placodiscus oblongifolius ingår i släktet Placodiscus och familjen kinesträdsväxter. Inga underarter finns listade i Catalogue of Life.